# Дадлі
Да́длі (англ. Dudley) — місто в Англії, у графстві Західний Мідленд. З 1974 року є адміністративним центром більшого однойменного муніципального району; саме графство зазнало значно меншого розширення у 1966 році. Місто є 19-им за кількістю жителів поселенням у Англії, належить до міської агломерації West Midlands (де є другим за кількістю населення) і найбільшим містом без свого університету.
Це найбільше поселення у Чорній країні. Багато років місто (крім замку) є частиною анклаву Вустершир, який повністю оточений Стаффордширом — це пояснюється тим, що у церковних документах він залишився частиною Англіканської єпархії Вустера.
У міста ніколи не було клубу в Чемпіонаті Футбольної ліги.